# جرج‌تاون (دلاور)
جرج‌تاون، دلاور (به انگلیسی: Georgetown, Delaware) یک شهرک در ایالات متحده آمریکا با جمعیت ۶٬۴۲۲ نفر است که در Sussex County واقع شده‌است.